# زمین‌لرزه نوامبر ۱۹۷۹ کلمبیا
زمین‌لرزه کلمبیا  در تاریخ ۲۳ نوامبر ۱۹۷۹ میلادی، برابر با ‎۲ آذر ۱۳۵۸، ساعت ۲۳:۴۰:۲۹ به زمان یوتی‌سی در کلمبیا رخ داد. ژرفای این زلزله ۱۰۷٫۸ کیلومتر بود، و بزرگی آن ۷٫۲ در مقیاس Mw اعلام شده‌است. زمین‌لرزه به وقت محلی در روز جمعه، ساعت ۱۸ روی داده و منطقه زمانی آن یوتی‌سی -۵ بوده‌است .
سازمان زمین‌شناسی آمریکا نیز رومرکز این زمین‌لرزه را در مختصات ۴°۴۸′۱۸″شمالی ۷۶°۱۳′۰۱″غربی / ۴٫۸۰۵°شمالی ۷۶٫۲۱۷°غربی و ژرفای آن را در ۱۰۸ کیلومتر گزارش کرده‌است. بزرگی برگزیدهٔ این سازمان از میان بزرگی‌های محاسبه‌شدهٔ مختلف ۶٫۷ در مقیاس ریشتر بوده و از دید اثر، در میان چهار دسته‌بندی «نامحسوس»، «محسوس»، «زیان‌آور» یا «با تلفات»، زلزله را «با تلفات» اعلام کرده‌است.رانش زمین در آن به وجود آمده‌است.
پروژهٔ «تنسور گشتاور مرکزوار» زاویه‌های (راستا، شیب، ریک) گسل سازندهٔ زمین‌لرزه و صفحه عمود بر آن را (°۱۳۷، °۴۱، °۱۶۳-) یا (°۳۵، °۷۹، °۵۱-) و نوع گسل را «امتدادلغز» فرارسانده‌است.
شمار کشتگان زلزله حدود ۵۲ نفر بوده‌است.تعداد زخمیان ۶۰۰ نفر برآورده شده‌است.